# Cercartetus
Cercartetus Gloger, 1841 è un genere di marsupiali arboricoli della famiglia dei Burramidi. Comprende quattro specie di opossum pigmei. Questi animali sono noti anche come opossum ghiri, poiché sono tra i pochi marsupiali che vanno in letargo e ricordano inoltre i ghiri nella forma generale del corpo.

## Descrizione
Gli opossum pigmei hanno una lunghezza testa-corpo di 7-12 cm e un peso di 15-40 g. La coda, scarsamente ricoperta di pelo, ha una lunghezza pari o maggiore a quella del corpo. La loro pelliccia è bruno-rossastra o grigia sulla parte superiore, mentre quella inferiore è più chiara. Le orecchie sono grandi e prive di peli; il primo dito delle zampe posteriori è opponibile.

## Biologia
Gli opossum pigmei sono diffusi con un gran numero di esemplari in alcune zone dell'Australia meridionale e orientale, in Nuova Guinea e nella penisola di Capo York. Il loro habitat è costituito da foreste e zone di brughiera, dove conducono uno stile di vita esclusivamente notturno. Dormono di giorno in nidi di foglie e corteccia che spesso si costruiscono da soli nelle cavità degli alberi o tra la fitta vegetazione. Di notte, vanno in cerca di cibo, spesso arrampicandosi sugli alberi. Le loro abili mani e la coda prensile li rendono ottimi arrampicatori. Normalmente vivono solitari. Gli opossum pigmei sono onnivori e si nutrono di foglie, frutta, noci, insetti, ragni, scorpioni e piccoli vertebrati. Nella stagione fredda cadono in letargo, dopo aver accumulato una riserva di grasso nella coda.
Le femmine partoriscono, fino a due volte l'anno, 4-6 piccoli. Essi trascorrono il loro primo mese di vita nel marsupio della madre, sono svezzati a circa tre mesi e raggiungono la maturità sessuale a circa un anno. L'aspettativa di vita è di quattro anni in natura, mentre in cattività raggiunge al massimo i sei anni.

## Conservazione
Tutte le specie di opossum pigmei sono relativamente comuni, e nessuna di esse compare sulla lista delle specie in via di estinzione.

## Tassonomia
Il genere Cercartetus comprende quattro specie:
- Cercartetus caudatus (Milne-Edwards, 1877) - opossum pigmeo dalla coda lunga;
- Cercartetus concinnus (Gould, 1845) - opossum pigmeo sud-occidentale;
- Cercartetus lepidus (Thomas, 1888) - opossum pigmeo della Tasmania;
- Cercartetus nanus (Desmarest, 1818) - opossum pigmeo orientale.

L'opossum pigmeo dalla coda lunga (C. caudatus) vive nelle foreste pluviali della Nuova Guinea e della penisola di Capo York, nel nord-est dell'Australia. È caratterizzato da una pelliccia di colore bruno-rossastro, con le parti inferiori bianche. L'opossum pigmeo sud-occidentale (C. concinnus) è diffuso in tutta l'Australia meridionale (dall'Australia Occidentale al Nuovo Galles del Sud). Fino al 1960 si riteneva che l'opossum pigmeo della Tasmania (C. lepidus) vivesse unicamente in Tasmania, ma da allora ne sono state scoperte popolazioni anche in Australia Meridionale e nel Victoria. È la più piccola delle quattro specie del genere Cercartetus e ha una colorazione grigia. L'opossum pigmeo orientale (C. nanus) è diffuso in una fascia di territorio compresa tra l'Australia Meridionale sud-orientale e il Queensland meridionale. Dal momento che durante il letargo può dormire anche per 35 giorni, ha depositi di grasso nella coda particolarmente pronunciati. Nei test di laboratorio alcuni ricercatori australiani hanno osservato un esemplare di C. nanus dormire ininterrottamente per 367 giorni: questo è il periodo di ibernazione più lungo mai riscontrato nel regno animale.
Nel 2007 un gruppo di ricerca della Conservation International guidato da Bruce Beehler ha scoperto una specie precedentemente non descritta del genere Cercartetus sulle montagne Foja, in Nuova Guinea. Essa è considerata la più piccola specie del genere.